# Campionati del mondo di atletica leggera indoor 2024 - 1500 metri piani femminili
La gara dei 1500 metri piani femminili dei campionati del mondo di atletica leggera indoor 2024 si è svolta l'1 e il 3 marzo.

## Podio
| Pos.    | Atleta         | Nazionalità | Tempo   |
| ------- | -------------- | ----------- | ------- |
| Oro     | Freweyni Hailu | Etiopia     | 4'01"46 |
| Argento | Nikki Hiltz    | Stati Uniti | 4'02"32 |
| Bronzo  | Emily Mackay   | Stati Uniti | 4'02"69 |

## Situazione pre-gara

### Record
Prima di questa competizione, il record del mondo e il record dei campionati erano i seguenti.
| Record                | Prestazione | Atleta               | Data e luogo                    | Competizione                          |
| --------------------- | ----------- | -------------------- | ------------------------------- | ------------------------------------- |
| Record mondiale       | 3'53"09     | Gudaf Tsegay Etiopia | 9 febbraio 2021 Liévin, Francia | Meeting Hauts-de-France Pas-de-Calais |
| Record dei campionati | 3'57"19     | Gudaf Tsegay Etiopia | 19 marzo 2022 Belgrado, Serbia  | Campionati del mondo indoor 2022      |

### Campionesse in carica
Le campionesse in carica a livello mondiale erano:
| Campionessa     | Atleta               | Prestazione | Data e luogo                      | Competizione                     |
| --------------- | -------------------- | ----------- | --------------------------------- | -------------------------------- |
| Olimpica        | Faith Kipyegon Kenya | 3'53"11(o)  | 6 agosto 2021 Tokyo, Giappone     | Giochi della XXXII Olimpiade     |
| Mondiale        | Faith Kipyegon Kenya | 3'54"87(o)  | 22 agosto 2023 Budapest, Ungheria | Campionati del mondo 2023        |
| Mondiale indoor | Gudaf Tsegay Etiopia | 3'57"19     | 19 marzo 2022 Belgrado, Serbia    | Campionati del mondo indoor 2022 |

### La stagione
Prima di questa gara, le atlete con le migliori tre prestazioni dell'anno erano:
| Pos. | Atleta                 | Prestazione | Data e luogo                   |
| ---- | ---------------------- | ----------- | ------------------------------ |
| 1    | Freweyni Hailu Etiopia | 3'55"28     | 6 febbraio 2024 Toruń, Polonia |
| 2    | Diribe Welteji Etiopia | 3'55"47     | 6 febbraio 2024 Toruń, Polonia |
| 3    | Hirut Meshesha Etiopia | 3'56"47     | 6 febbraio 2024 Toruń, Polonia |

## Risultati

### Batterie di qualificazione
Le batterie di qualificazione si sono tenute il 1º marzo a partire dalle ore 19:05.
Passano alla finale le prime tre atlete di ogni batteria (Q).

#### Batteria 1
| Pos. | Atleta              | Nazionalità   | Tempo   | Note             |
| ---- | ------------------- | ------------- | ------- | ---------------- |
| 1    | Freweyni Hailu      | Etiopia       | 4'12"38 | Q                |
| 2    | Revee Walcott-Nolan | Gran Bretagna | 4'13"06 | Q                |
| 3    | Esther Guerrero     | Spagna        | 4'14"23 | Q                |
| 4    | Vera Hoffmann       | Lussemburgo   | 4'15"52 |                  |
| 5    | Yolanda Ngarambe    | Svezia        | 4'15"77 |                  |
| 6    | Sofia Thøgersen     | Danimarca     | 4'16"06 |                  |
| 7    | María Pía Fernández | Uruguay       | 4'17"77 | Record nazionale |

#### Batteria 2
| Pos. | Atleta              | Nazionalità   | Tempo   | Note                                     |
| ---- | ------------------- | ------------- | ------- | ---------------------------------------- |
| 1    | Nikki Hiltz         | Stati Uniti   | 4'04"34 | Q                                        |
| 2    | Georgia Bell        | Gran Bretagna | 4'04"39 | Q                                        |
| 3    | Maia Ramsden        | Nuova Zelanda | 4'06"51 | Q                                        |
| 4    | Linden Hall         | Australia     | 4'09"83 | Miglior prestazione personale stagionale |
| 5    | Elise Vanderelst    | Belgio        | 4'10"15 |                                          |
| 6    | Weronika Lizakowska | Polonia       | 4'10"50 |                                          |
| -    | Claudia Bobocea     | Romania       | dnf     |                                          |

#### Batteria 3
| Pos. | Atleta            | Nazionalità | Tempo   | Note                                     |
| ---- | ----------------- | ----------- | ------- | ---------------------------------------- |
| 1    | Diribe Welteji    | Etiopia     | 4'07"17 | Q                                        |
| 2    | Salomé Afonso     | Portogallo  | 4'07"55 | Q                                        |
| 3    | Emily Mackay      | Stati Uniti | 4'08"04 | Q                                        |
| 4    | Marta Pérez       | Spagna      | 4'12"27 |                                          |
| 5    | Simone Plourde    | Canada      | 4'13"40 |                                          |
| 6    | Joceline Wind     | Svizzera    | 4'15"29 |                                          |
| 7    | Fedra Aldana Luna | Argentina   | 4'17"14 | Miglior prestazione personale stagionale |

#### Batteria 4
| Pos. | Atleta                  | Nazionalità | Tempo   | Note |
| ---- | ----------------------- | ----------- | ------- | ---- |
| 1    | Agathe Guillemot        | Francia     | 4'11"46 | Q    |
| 2    | Birke Haylom            | Etiopia     | 4'11"54 | Q    |
| 3    | Lucia Stafford          | Canada      | 4'11"56 | Q    |
| 4    | Martyna Galant          | Polonia     | 4'15"57 |      |
| 5    | Lenuta Petronela Simiuc | Romania     | 4'18"52 |      |
| 6    | Sarah Healy             | Irlanda     | 4'18"86 |      |
| 7    | Giulia Aprile           | Italia      | 4'20"21 |      |

### Finale
La finale si è tenuta il 3 marzo alle ore 21:45.
| Pos.    | Atleta              | Nazionalità   | Tempo   | Note                                     |
| ------- | ------------------- | ------------- | ------- | ---------------------------------------- |
| Oro     | Freweyni Hailu      | Etiopia       | 4'01"46 |                                          |
| Argento | Nikki Hiltz         | Stati Uniti   | 4'02"32 | Miglior prestazione personale stagionale |
| Bronzo  | Emily Mackay        | Stati Uniti   | 4'02"69 | Miglior prestazione personale stagionale |
| 4       | Georgia Bell        | Regno Unito   | 4'03"47 |                                          |
| 5       | Diribe Welteji      | Etiopia       | 4'03"82 |                                          |
| 6       | Revee Walcott-Nolan | Regno Unito   | 4'04"60 |                                          |
| 7       | Agathe Guillemot    | Francia       | 4'04"94 |                                          |
| 8       | Salomé Afonso       | Portogallo    | 4'06"18 | Miglior prestazione personale stagionale |
| 9       | Birke Haylom        | Etiopia       | 4'06"27 |                                          |
| 10      | Maia Ramsden        | Nuova Zelanda | 4'06"88 |                                          |
| 11      | Lucia Stafford      | Canada        | 4'08"90 |                                          |
| 12      | Esther Guerrero     | Spagna        | 4'12"33 |                                          |